# Klasztorne (powiat choszczeński)
Klasztorne (niem. Klosterfelde) – wieś sołecka w Polsce położona w województwie zachodniopomorskim, w powiecie choszczeńskim, w gminie Bierzwnik.
W latach 1954–1961 wieś należała i była siedzibą władz gromady Klasztorne, po jej zniesieniu w gromadzie Bierzwnik. W latach 1975–1998 miejscowość administracyjnie należała do województwa gorzowskiego.
W roku 2007 wieś liczyła 404 mieszkańców.

## Geografia
Wieś leży ok. 5 km na południowy wschód od Bierzwnika, przy drodze wojewódzkiej nr 160, między Bierzwnikiem a Dobiegniewem. 

## Historia
Wieś o metryce średniowiecznej, wzmiankowana w źródłach po raz pierwszy w 1305 r. Osada należała wówczas do zakonu Cystersów w Bierzwniku. W 1337 r. areał wsi liczył 64 łany. Zakonna własność Klasztornego utrzymała się do czasów reformacji, od XVI wieku wieś weszła w skład domeny państwowej w Bierzwniku. W spisie z 1718 r. wymienia się Klasztorne jako wieś o 76 łanach, liczącą 21 gospodarstw chłopskich, 14 zagrodniczych. Działały tu wówczas dwie karczmy i młyn. W maju 1750 roku wieś dotknął wielki pożar, w wyniku którego spłonęła wieś i wieża kościoła. Pożar wywołali dragoni, którzy nadeszli z Dobiegniewa. W 1758 r. w czasie wojny siedmioletniej, wieś została splądrowana przez Kozaków rosyjskich. W 1800 r. we wsi mieszkało 419 osób (szacowana liczba gospodarstw – 76). W 1907 roku Klasztorne było wsią gminną, z cegielnią, z majątkiem lennym Minny Koch, dzierżawiony przez Richarda Beiera. Na pocz. XX wieku Towarzystwo Ziemskie "Eigene Scholie" zakupiło w miejscowości
133 ha i stworzyło 7 gospodarstw z podcieniowymi chałupami, wzniesionymi częściowo w technice szachulcowej.

## Zabytki
Do wojewódzkiego rejestru zabytków wpisany jest:
- kościół filialny rzymskokatolicki pod wezwaniem Najświętszej Maryi Panny Królowej Polski z XV/XVI wieku, przebudowany w 1750 r., należący do parafii pw. św. Józefa Oblubieńca Najświętszej Maryi Panny w Breniu, dekanatu Drawno, archidiecezji szczecińsko-kamieńskiej, metropolii szczecińsko-kamieńskiej.

inne zabytki:
- stodoła z końca XIX wieku
- most drogowy z 1900 r.

## Kultura i sport
W Klasztornem znajdują się filie Gminnej Biblioteki Publicznej oraz Gminnego Ośrodka Kultury i Sportu w Bierzwniku. Do 1999 roku istniał w miejscowości klub piłkarski "Bizon".